# Hyla suweonensis
Hyla suweonensis o Dryophytes suweonensis es una especie de anfibio anuro de la familia Hylidae.

## Distribución geográfica
Esta especie es endémica de Corea del Sur. Se encuentra en las provincias de Chungcheong del Sur y Gyeonggi. 
Su presencia es incierta en Corea del Norte.

## Etimología
El nombre de la especie está compuesto de suweon y del sufijo latino -ensis que significa "que vive, que habita", y le fue dado en referencia al lugar de su descubrimiento, la ciudad de Suwon.

## Publicación original
- Kuramoto, 1980: Mating Calls of Treefrogs (Genus Hyla) in the Far East, with Description of a New Species from Korea. Copeia, vol. 1980, n.º 1, p. 100-108.[8]